# Overland Light Six
Der Overland Light Six 85 war ein US-amerikanischer PKW, den Willys-Overland in Toledo (Ohio), 1917 herausbrachte. Dieses Modell ersetzte das größere Modell 86 und wurde den ähnlich gebauten Overland Light Four und Overland Big Four zur Seite gestellt. Daneben bot die Firma auch verschiedene Modelle mit Hülsenschiebermotoren unter dem Namen Willys-Knight an.
Der Wagen hatte einen vorne längs eingebauten Sechszylinder-Reihenmotor mit 35 - 40 bhp (25,7 - 29 kW) Leistung. Der Radstand betrug 2.946 mm und die Wagen kosteten zwischen 970,-- US-$ und 1.585,-- US-$.
Es gab einen 3-sitzigen Roadster, einen 5-sitzigen Tourenwagen, ein Tourer-Coupé mit 3 Sitzen und eine Tourer-Limousine mit 5 Sitzen. Der Wagen wurde noch bis 1918 gebaut und dann ersatzlos eingestellt.